# Guerre des Païutes
Guerres indiennes
La guerre des Païutes, également connue sous le nom de guerre de Lake Pyramid est une guerre entre les Païutes alliés aux Shoshones et aux Bannock contre les États-Unis. Elle se déroula en mai 1860 aux alentours de Pyramid Lake dans le Territoire de l'Utah, dans ce qui est aujourd'hui le Nevada. La guerre fut précédée par une série d'incidents de plus en plus violents, aboutissant à deux batailles rangées au cours desquelles environ quatre-vingts colons furent tués. Des raids et des escarmouches de moindre importance ont continué jusqu'à ce qu'un cessez-le-feu soit conclu en août 1860.